# Маринхаузен
Маринхаузен (њем. Marienhausen) општина је у њемачкој савезној држави Рајна-Палатинат. Једно је од 62 општинска средишта округа Нојвид. Према процјени из 2010. у општини је живјело 470 становника. Посједује регионалну шифру (AGS) 7138201.

## Географски и демографски подаци
Маринхаузен се налази у савезној држави Рајна-Палатинат у округу Нојвид. Општина се налази на надморској висини од 270 метара. Површина општине износи 4,8 km². У самом мјесту је, према процјени из 2010. године, живјело 470 становника. Просјечна густина становништва износи 97 становника/km².

## Међународна сарадња
| Мјесто   | Држава    | Врста сарадње | Од    |
| -------- | --------- | ------------- | ----- |
|          | Пољска    | партнерство   | 1996. |
| Куртизол | Француска | партнерство   | 1995. |
| Извор    |           |               |       |